# Vyzantini rapsodia
Vyzantini rapsodia é um filme de drama grego de 1968 dirigido e escrito por George Skalenakis. Foi selecionado como representante da Grécia à edição do Oscar 1969, organizada pela Academia de Artes e Ciências Cinematográficas.

## Elenco
- Kostas Karras - Imperador
- Betty Arvaniti - Zoi
- Thodoros Roubanis
- Yanis Alexandridis
- Giorgos Oikonomou
- Venia Palliri
- Christos Parlas
- Yannis Totsikas
- Nikos Tsachiridis
- Giorgos Zaifidis
- Hristoforos Zikas
- Christos Zorbas